# Calle del Torno
La calle del Torno es una vía pública de la ciudad española de Vitoria.

## Descripción
La vía, que fue parte de la calle Nueva Fuera hasta que adquirió título propio en 1867, conecta la del Abrevadero con la del Colegio de San Prudencio. Aparece descrita en la Guía de Vitoria (1901) de José Colá y Goiti con las siguientes palabras:

Calle del Torno.—Este nombre primitivo se le dió en 21 de agosto de 1867, y antes era parte de la calle Nueva fuera. Comienza en la calle del Abrevadero y concluye en la del Colegio de San Prudencio.
(Colá y Goiti, 1901, p. 64)

El nombre de la calle se explica por el Antiguo Hospicio de Vitoria, sito en la cercana calle del Colegio de San Prudencio, en cuyo torno se dejaban los niños abandonados.